# Benzonsdal
Benzonsdal er en herregård beliggende ved Torslunde, mellem Greve Landsby og Taastrup i Ishøj Kommune. Benzonsdal Gods er på 447 hektar (2011). Hovedgården Benzonsdal blev oprettet i 1730 og har siden 1853 været i adelsslægten Lerches eje.

## Historie
Hovedgården Benzonsdal blev oprettet i 1730 af konferensråd Peder Benzon til Gjeddesdal af jorder, som tidligere havde hørt under Gjeddesdal. Godset bestod ved oprettelsen af 547 tønder hartkorn, fordelt på 50 gårdmandslodder og 101 husmandslodder.
Efter Peder Benzons død i 1735 overtog først hans ene bror, Lars Benzon, og derefter hans anden bror, Jacob Benzon, både Benzonsdal og Gjeddesdal. Benzonsdal solgtes dog allerede i 1744, hvorefter ejendommen skiftede ejer nogle gange, indtil den i 1853 solgtes til Carl Chr. Cornelius greve Lerche, der lod hovedbygningen opføre.

## Ejere af Benzonsdal
- (1730-1735) Peder Benzon.
- (1735-1740) Lars Benzon.
- (1740-1744) Jacob Benzon.
- (1744-1757) Jens Andresen.
- (1757-1786) Frederik Barfred.
- (1786-1800) Jens Lauritz Barfred.
- (1800- ) Christian Ulrich Detlev von Eggers.
- (1800-1806) Niels de Bang.
- (1806-1807) Peder Bech.
- (1807-1853) Frederik Mathias Barfred.
- (1853-1881) Carl Christian Cornelius greve Lerche.
- (1881-1890) Sophie Frederikke Steensen-Leth, gift Lerche.
- (1890-1918) Carl Christian baron Lerche.
- (1918-1944) Carl Christian Cornelius baron Lerche.
- (1918-1966) Vincens Christian baron Lerche.
- (1966-1998) Carl Christian Frederik baron Lerche.
- (1991-2012) Vincens Carl Christian baron Lerche.
- (2012- ) Christian Cornelius baron Lerche.

## Eksterne kilder og henvisninger
- Officiel hjemmeside
- Benzonsdal Arkiveret 6. januar 2018 hos  Wayback Machine på Dansk Center for Herregårdsforsknings hjemmeside.

55°37′22.57″N 12°15′19.82″Ø / 55.6229361°N 12.2555056°Ø